# Bino Bini
Bino Bini (Livorno, 23 gennaio 1900 – Livorno, 5 aprile 1974) è stato uno schermidore italiano, specializzato nella sciabola. Ha vinto una medaglia d'oro, una d'argento ed una di bronzo nella scherma ai Giochi olimpici.

## Biografia
Bino Bini si è formato schermisticamente presso lo storico Circolo Scherma Fides di Livorno, fondato e guidato dal grande Maestro Nedo Nadi. Il Fides era ed è ancora una delle più antiche e blasonare società sportive mondiali e Bino Bini ebbe quindi la possibilità di confrontarsi con i più grandi campioni livornesi dell'epoca tra i quali eccellevano i fratelli Aldo Nadi e Nedo Nadi.  
Nel 1924 Bino Bini dette un grande contributo ai successi italiani nella Scherma ai Giochi della VIII Olimpiade di Parigi conquistando la medaglia d'oro nella sciabola a squadre insieme a Renato Anselmi, Vincenzo Cuccia, Oreste Moricca, Giulio Sarrocchi e all'altro livornese Oreste Puliti. Quattro anni dopo, alle Olimpiadi di Amsterdam, vinse invece l'argento nella sciabola a squadre e il bronzo nella sciabola individuale (vedi Scherma ai Giochi della IX Olimpiade).

## Palmarès
In carriera ha ottenuto i seguenti risultati:

### Giochi olimpici
Individuale
- Bronzo nella sciabola ad Amsterdam 1928

A squadre
- Oro nella sciabola a Parigi 1924
- Argento nella sciabola ad Amsterdam 1928

### Mondiali
Individuale
- Bronzo nella sciabola a Budapest-Ostenda 1926

A squadre